# YIT
Yit Oyj — найбільша фінська та найбільш значна північноєвропейська будівельна компанія. Компанія має штаб-квартиру в Гельсінки та зареєстрована на біржі Nasdaq Helsinki Oy.
Yit працює в 11 країнах: Фінляндії, Росії, країнах Скандинавії, країнах Балтії, Чехії, Словаччині та Польщі.

## Історія
Витоки Yit можна простежити з 1912 року, коли Шведська Загальна Інженерна Компанія (швед. Allmänna Ingeniörsbyrån) створила дочірню компанію в Фінляндії, працюючи спочатку у секторі водопостачання. Фінський варіант назви групи, Yleinen Insinöritoimisto, є джерелом назви Yit. Перший проект, проведений новою компанією — будівництво водонапірної вежі в Порвоо. Функції компанії поступово розширювалася протягом наступних десятиліть. До 1970-х років, компанія вийшла за межі сектору громадського будівництва в будівництво будівель (включаючи житлову нерухомість) та промислові роботи. У вересні 1987 року, Yleinen Insinöritoimisto злився з конкурентним підрядником Perusyhtymä Oy, створивши YIT-Yhtymä (YIT Corporation). Після злиття розширенню Yit в нові сектори допомогло декілька придбань: в 1995 році було придбано фахівця з розробки та технічного обслуговування трубопроводів і технічного обслуговування OY Huber AB, у тому ж році акції компанії були зареєстровані на Гельсінкській фондовій біржі, а в 2001 році було придбано шведську компанію по встановленню і обслуговуванню трубопроводів Calor AB та її фінську дочірню компанію. В 2002 році була приєднана Primatel, відділ будівництва та обслуговування мереж телекомунікаційної компанії Sonera та ще через рік було придбано концерни будівельних систем ABB в Росії, нордичному та балтійському регіоні. У 2008 та 2010 рр. Yit продовжувала розширювати свої операції в Центральну Європу.

## Діяльність
Завдяки поглинанням Yit, компанія значною мірою збільшилась у розмірі — як в доходахкомпанії, так і в кількості робочої сили, зробивши Yit найбільшою будівельною компанією у Фінляндії та найбільшим постачальником послуг будівельних систем у Північному регіоні за продажами. Це зростання також відобразилося в сфері бізнесу: було погоджене довгострокове обслуговування та укладено договори з технічного обслуговування для таких предметів, як парові котли, трубопроводи, опалення, сантехнічні та електричні мережі та водопровідні установки.
Yit був головним підрядником для будівлі малого фінського парламенту, який був відкритий в 2004 році. Він також відповідав за будівництво житлового будинку Cirrus в Східному Гельсінки, який був завершений в 2007 році. Cirrus в даний час є другою найвищою будівлею в Фінляндії.